# 琥珀捕り
琥珀捕り（こはくとり、英語: Fishing for Amber）とは、キアラン・カーソンが1999年に発表した小説である。

## 概要
A（対蹠地（アンチポーズ））からZ（回転のぞき絵（ゾエトロウプ））までの単語に関する物語が百科事典の様に書かれており、分類不可能な「カモノハシの文学」と表される。